# Mjesna zajednica
Mjesna zajednica je oblik mjesne samouprave za dio područja općine ili službenog grada u Bosni i Hercegovini i Srbiji. U upotrebi je bila i u Hrvatskoj dok je bila u sastavu Savezne Federativne Republike Jugoslavije.
Zakon o lokalnoj samoupravi, određene države, regulira mogućnost osnivanja mjesnih zajednica u općini, i to:
- za dio naseljenog mjesta;
- za jedno naseljeno mjesto;
- za više naseljenih mjesta (u praksi najčešći slučaj)

## Organiziranje mjesnih zajednica
U skladu sa Statutom općine način obrazovanja, poslovi, organizacija i način financiranja mjesnih zajednica detaljnije se uređuju posebnom odlukom. Inicijativu za formiranje nove MZ odnosno promjenu postojećih mogu pokrenuti:
- zbor građana MZ;
- najmanje deset posto birača s područja za koje se predlaže promjena;
- vijeće MZ;
- načelnik općine

Inicijativa za odvajanje dijela MZ u posebnu MZ upućuje se vijeću postojeće MZ, a ako se on o tome negativno odredi, dužan je u roku od 30 dana organizirati referendum o tom pitanju.
Zakon o lokalnoj samoupravi kao organ mjesne zajednice predviđa vijeće mjesne zajednice, koje može brojiti najviše devet članova. Način izbora i opoziva članova vijeća utvrđuje se statutom mjesne zajednice.

## Prava i obveze mjesnih zajednica
Građani u mjesnim zajednicama mogu zadovoljiti zajedničke potrebe i interese putem:
- pokretanja inicijative za donošenje i izmjenu propisa i općih akata iz nadležnosti općine;
- pokretanja inicijative za izgradnju, održavanje i korištenje lokalnih puteva i drugih komunalnih objekata i načina osiguravanja financijskih sredstava za tu namjenu;
- pokretanje inicijative za komunalno uređenje naselja, održavanje čistoće ulica, uređenje i održavanje zelenih površina;
- zaštite i unaprjeđenja životne sredine;
- pokretanja inicijative za izdvajanje, spajanje i pripajanje naseljenih mjesta iz sastava općine;
- održavanja i korištenja poslovnog prostora datog na upotrebu mjesnoj zajednici;
- zadovoljavanja potreba i interesa u oblasti civilne zaštite, odnosno zaštite od elementarnih i drugih nepogoda;
- organiziranja humanitarnih akcija za korisnike socijalne pomoći i druge socijalne kategorije građana;
- realiziranja zajedničkih potreba u oblasti kulture, fizičke kulture, organiziranja kulturnih manifestacija i športskih natjecanja;
- raspisivanja i provođenja referenduma.

Statutom i drugim aktima mjesne zajednice može se predvidjeti zadovoljavanje i drugih potreba od neposrednog interesa za građane.